# Царичина (резерват)
Вижте пояснителната страница за други значения на Царичина.
Царичина е третият по големина резерват в Национален парк „Централен Балкан“, България.

## Легенда за името
Дъщерята на Цар Иван Асен II – Тамара една пролет се разболяла от коварна болест, затова баща ѝ я изпратил на лечение в Тетевенския Балкан. Цялата природа се раждала отново за живот, слънцето стопляло земята и карало птиците да пеят. Всички поляни се къпели в цветя. Най-много се харесало на царската дъщеря едно огненочервено цвете, което местните наричали „омайниче“, защото за него се носела легенда, че ако момък види девойка със затъкнато такова цвете в косите, тя ще го омая и той ще се влюби в нея. Тамара откъснала едно цвете и го сложила зад ухото си. Царската дъщеря не намерила любов, но до есента оздравяла и си тръгнала от това приказно място, където растяло любимото ѝ цвете. Хората вярвали, че то я е изцерило и в нейна чест го нарекли „царско цвете“, а местността с поляните, на което то цъфти Царичина.

## Основаване и статут
Обявен е за резерват с обща площ 3418,7 хектара със Заповед No.4942 на Mинистерски съвет от 18.07.1949 година. През 2017 год. е включен е в програмата „Човек и биосфера“ на ЮНЕСКО като част от биосферния резерват Централен Балкан . 

## Местонахождение
Разположен е в землището на село Рибарица. Обхваща горната част от водосбора на река Бели Вит с притоци Стара Рибарица и Заводна. Резерватът съхранява горски и субалпийски екосистеми на надморска височина от 700 до 2198 метра.

## Флора
Името на резервата идва от наименованието на цветето омайниче, което се използва в този район. На територията на резервата се намира единственото находище на бяла мура в средна Стара планина, което е и най-северното находище в света. Разпространени са широко бук, смърча и елата. От 600-те вида растения, които се срещат в Царичина 23 присъстват в Червената книга на България. Някои от тях са витошкото лале, нарцисоцветната съсънка, самодивското лале, балканската фитеума, старопланинската теменуга, панчичевата пищялка, кернеровата метличина и др.

## Фауна
Животинският свят е разнообразен. Срещат се 60 вида птици, между които пойни: дроздовете и чинките, както и грабливи птици. В резервата има различни видове бозайници: кафява мечка, вълк, дива свиня, благороден елен, сърна, златка и видра. Царичина е убежище и за седемте вида сови, характерни за българските планини.

## Други
На Царичина е наречена улица в квартал „Подуяне“ в София (Карта).